# Felice Chiarle
Felice Chiarle (Peschiera del Garda, 7 ottobre 1871 – Trambileno, 18 maggio 1916) è stato un militare italiano, decorato di Medaglia d'oro al valor militare alla memoria per il coraggio dimostrato in combattimento nel corso della Strafexpedition del maggio 1916.

## Biografia

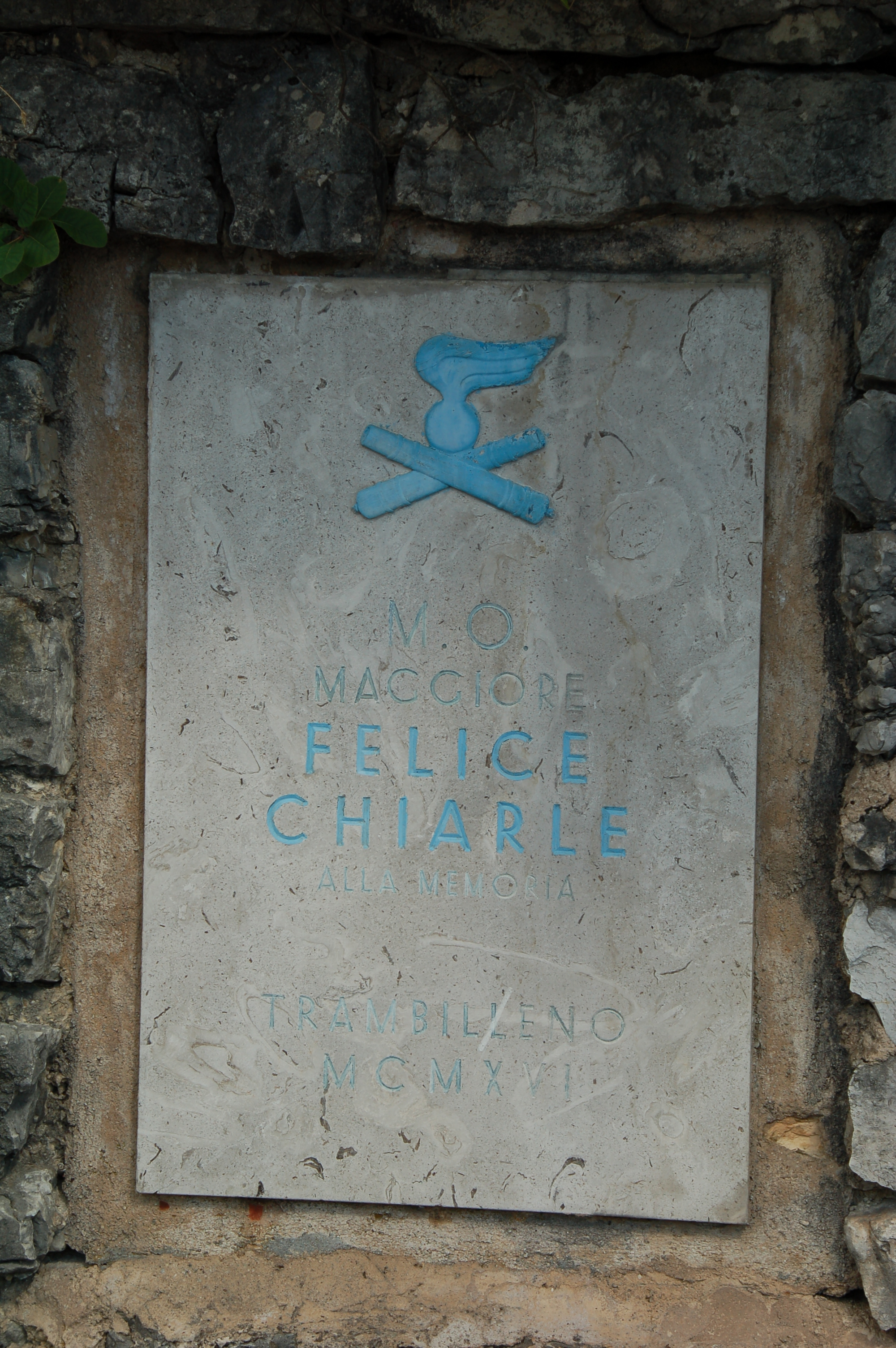
Lapide commemorativa lungo la Strada degli Artiglieri a Rovereto

Nacque a Peschiera del Garda (provincia di Verona) il 7 ottobre 1871, figlio di Vincenzo, generale del Regio Esercito, e di Anna Pes. Rimasto orfano di madre, fu allevato dal padre in un ambiente caratterizzato dalla disciplina All'età di dodici anni iniziò a frequentare il Collegio Militare di Firenze, entrando poi nel 1890 nella Regia Accademia Militare di Artiglieria e Genio di Torino, dalla quale uscì con il grado di sottotenente, assegnato all’arma di artiglieria. Dopo aver frequentato la Scuola di applicazione, nel 1895 fu promosso tenente entrando in servizio nella 3ª Brigata artiglieria da fortezza, dove ricoprì per tre anni l’incarico di Aiutante maggiore. Nel 1900 fu assegnato all’artiglieria da montagna dove rimase fino al 1909, quando promosso capitano entrò in forza al 1º Reggimento artiglieria da montagna, ricoprendo contemporaneamente anche il ruolo di comandante di una compagnia allievi dell’Accademia di Torino. Divenuto maggiore nel settembre 1915, dopo l’entrata in guerra del Regno d'Italia, lasciò il comando in Accademia per formare, ed addestrare, il XVII gruppo artiglieria da montagna del 3º Reggimento. Con il suo reparto partì per il fronte trentino poco prima dell’inizio della grande offensiva austroungarica del maggio 1916.
Assegnato al settore orientale, zona di Trambileno (Vallarsa), operò alle dipendenze del 79º Reggimento fanteria della Brigata "Roma", posizionando le sue batterie sul torrente Leno di Terragnolo al Col Santo, di fronte a Rovereto. Con l’inizio dell’offensiva, il 15 maggio, all’inizio del combattimento sul costone del Pasul rimase ferito alla testa e a una spalla, rifiutando l’ordine diretto del comandante di reggimento di recarsi al posto di medicazione. Dopo quattro giorni di scontri, il 17 maggio rimasto senza munizioni, ordinò ai pochi artiglieri superstiti di inastare le baionette e con loro si lanciò all’attacco del nemico insieme ai fanti del 79º Reggimento, scomparendo per sempre. Per onorarne il coraggio gli fu assegnata la Medaglia d'oro al valor militare alla memoria.
In suo onore gli è stato intitolato l'Istituto comprensivo (scuola primaria e secondaria di primo grado) di Peschiera del Garda, e le caserme di Aosta (Scuola Militare Alpina, in attività), di Lodi (Battaglione Logistico "Legnano", ora dismessa), Castelnuovo del Garda (Comprensorio, sede della "23ª compagnia trasmissioni",ora in dismissione) e Trieste Guardiella (ora polo scolastico).

### Annotazioni
1. ↑  In famiglia la disciplina era considerata un valore e un dogma.
2. ↑  Si trovava presso la 74ª Batteria, la più esposta all'attacco nemico.
3. ↑  Secondo la testimonianza del sergente Egidio Canepari, riportata sul suo diario il giorno della morte del maggiore Chiarle: Il grido fatidico di "Savoia!", echeggia tra il furore della mischia. Alla nostra destra un pugno di valorosi della 14ª compagnia (Brigata "Roma", n.d.r.), parte alla baionetta; fra di essi vi è pure un gruppo di artiglieri, con alla testa il Maggiore Chiarle. Quegli eroi non tornarono più.